# Elecciones estatales de Sinaloa de 1983
Las elecciones estatales de Sinaloa de 1983 se llevó a cabo el domingo 30 de octubre de 1983 y en ellas fueron renovados los cargos de elección popular en el estado mexicano de Sinaloa:
- 18 Ayuntamientos. Compuestos por un Presidente Municipal y regidores, electo para un periodo inmediato de tres años no reelegibles de manera consecutiva.
- Diputados al Congreso del Estado. Electos por cada una de la mayoría relativa de cada uno de los Distritos Electorales.